# 沃伦·盖玛利尔·哈定
沃伦·盖玛利尔·哈定（Warren Gamaliel Harding，1865年11月2日—1923年8月2日），美国第29任总统。共和党籍。
1920年当选總統，1923年因心脏病突发于任内病逝。俄亥俄州出身，知名报刊发行人。当选总统前曾先后担任俄亥俄州议会参议员（1899－1903）、俄亥俄州副州长和联邦参议员（1915－1921）等职。
因为在关税等问题上立场保守、个性温和、加上竞选经理哈里·M·多尔蒂的“不树敌”（make no enemies）策略，哈定在1920年共和党全国大会出现僵局时脱颖而出，作为各方代表的折衷成为党候选人，竞选搭档卡尔文·柯立芝。因值一战结束，哈定于竞选中打出“回归常态”（Return to Normalcy）旗号。二人最后大幅击败詹姆斯·米德尔顿·考克斯和富兰克林·罗斯福的民主党组合赢得大选。双方普选票得票率分别为60.36%和34.19%，是1824年开始统计普选票得票率以来胜败双方差距最大的一次。
哈定领导的内阁星光闪耀，人才济济：国务卿查尔斯·埃文斯·休斯，财长安德鲁·W·梅隆，商务部长赫伯特·胡佛。但是，更多不当的人事任命导致执政期间丑闻迭出，以致令政府声名扫地。因此，哈定在历史学家和公众对美国总统的排名中一向处于倒数位置。

## 早年生活

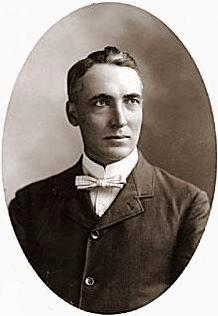
哈定

1865年11月2日，沃伦·哈定生于俄亥俄州的科西嘉（今布鲁明格鲁弗）地区。父亲老乔治·特赖恩·哈定（George Tryon Harding Sr.）；母亲菲比·伊丽莎白（Phoebe Elizabeth），旧姓迪肯森（Dickerson）。父亲在莫罗县基列山村（Mount Gilead）的一所乡间学校教书。母亲初为助产士，后取得从医执照。哈定的某一位曾祖母可能是黑人。哈定十多岁的时候全家搬至临近马里恩县的加多利亚村（Caledonia），在那里他的父亲获得了一家名为《阿尔戈斯》（The Argus）的当地周报的运营权。从这份报纸上哈定学到了许多记者行业的基本知识。哈定后进入位于伊比利亚村（Iberia）的俄亥俄中央学院（Ohio Central College），继续学习印刷和报业。上学时他还在基列山村一家名为《联盟纪事》（Union Register）的报纸工作过。
毕业后哈定搬往马里恩市（马里恩县县治所在），和两位朋友集资三百美元购买了日渐衰落的《马里恩每日星报》（Marion Daily Star）。每日星报是马里恩三家主要报纸中卖得最差的一份。哈定重新制定了每日星报的政治基调，使之倾向于共和党，并由此获得了一定的成功。然而哈定的政治立场也使他与当地政界产生了分歧。因此，在哈定为击败《马里恩独立报》（Marion Independent）以夺取销售头名而努力时，他遭到了许多地方要人的激烈反对。马里恩最富有的房地产投资商埃莫斯·豪尔·克林（Amos Hall Kling）即为哈定的反对者之一。
虽然哈定最终赢得了舆论战，每日星报也成为了县里最流行的报纸，但这场艰巨的斗争令他身心疲惫，健康不堪重负。为恢复身体，哈定到战斗溪疗养院（Battle Creek Sanitarium）住了几周；而在此后的十四年里他还要再来这里四次。离开疗养院后，哈定继续回到县里运营他的报纸。他白天通过报纸社论为社区打气，晚上则和朋友打牌聊天。

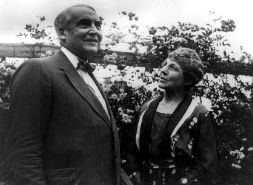
与妻子弗洛伦斯与自家花园中

1891年7月8日，哈定迎娶了他的宿敌埃莫斯·豪尔·克林的女儿弗洛伦斯·克林·德沃尔夫。弗洛伦斯长哈定五岁，离过婚，还有一个儿子，名叫马歇尔·尤金·德沃尔夫（Marshall Eugene DeWolfe）。她一直热烈地追求哈定，直到哈定勉强答应向她求婚。克林为他女儿嫁给哈定的决定深感愤怒，不但不参加二人的婚礼，还禁止他妻子出席。婚后足有八年克林没跟他的女儿和女婿说过一句话。
哈定夫妇在性格上颇为匹配。哈定为人和蔼，而他的妻子则严肃认真。弗洛伦斯·克林还继承了她父亲的决断力和商业头脑，把每日星报打造成了一项盈利的买卖。有评价认为弗洛伦斯·克林帮助哈定实现了许多他一个人不可能完成的事业；甚至有人揣测哈定的白宫之路也是弗洛伦斯·克林为他铺就。
哈定是共济会成员，并于1920年8月27日获得Master Mason称号。

## 进军政界
作为有影响的报纸发行人，加上一定的演说天分，哈定于1899年竞选成为俄亥俄州议会参议员，任期四年。1903年，哈定经竞选获任俄亥俄州副州长，并担任至1905年。1910年哈定获得共和党内的竞选州长提名，但输给了在任的贾德森·哈蒙（Judson Harmon）。
1912年共和党全国大会时，哈定负责发表了提名总统威廉·塔夫脱为共和党总统候选人的讲话。

### 联邦参议员
1914年哈定当选联邦参议员。他是宪法第十七修正案批准以来首位经直选产生的俄亥俄州参议员。哈定的参议员生涯一直持续到1921年3月4日他宣誓就职总统为止，这也使他成为美国历史上首位当选总统的在任参议员；他之后也仅有约翰·肯尼迪和巴拉克·奥巴马是以参议员身份竞选总统成功。

### 1920年大选

#### 党内初选
1920年共和党全国大会在芝加哥体育中心（Chicago Coliseum）召开。由于三位领先候选人竞争激烈，大会早早陷入僵局。为打破僵持，共和党主要领袖移师黑石饭店（Blackstone Hotel）的404房间，讨论以哈定为折衷方案的可行性。坊间流传最广的故事称党领袖们在这间“充满烟雾的客房”（smoke-filled room，美联社语）敲定了哈定为最终人选；“smoke-filled room”一词也由此引申为“密谈室”之意。但实际情况并非如此。404房间内的磋商实际上只是党派大佬们为打破僵局而做出的多次尝试中的一次，而且也没有证据表明在这次秘密会议中做出了任何实质性决定。由于三位领先者间的僵持，密谈的主要目的在于从其他候选人中找出一个能够尽可能号召大多数的人选，而领袖们首先就把目光聚集到哈定身上。哈定在此前的投票中排第十位，被视作“第二梯队的领头羊”。当被问及是否存在任何不雅的历史档案而可能为反对者所利用时，哈定断然予以否认。实际上，哈定和一位名叫凯莉·富尔顿·菲利普斯（Carrie Fulton Phillips）的女人—也是他一位朋友的妻子有婚外情。但这件事直到哈定得到提名后才被发觉。
作为一位在俄亥俄州外几乎没什么名气的政客而赢得提名，哈定的确堪称一匹黑马。另外，党大会还提名马萨诸塞州州长卡尔文·柯立芝为他的竞选伙伴，竞选副总统一职。

#### 大选
哈定的大选对手是民主党人和俄亥俄州州长詹姆斯·米德尔顿·考克斯，竞选搭档则为时任海军助理部长的富兰克林·罗斯福。这场大选在很大程度上被视作两种理念的竞争：民主党要求继承伍德罗·威尔逊的进步主义路线，而共和党则倡导回归威廉·麦金莱时代的自由放任经济政策。
在竞选中，哈定打出了“回归常态”（Return to Normalcy）的旗号。应当注意，在英语中“常态”一词一般作normality，而极少用normalcy。这个口号不但要求结束欧战所带来的“不正常年代”，也反映了当时的三个主要趋势，即强化孤立主义、复活排斥主义以及弱化威尔逊时代的政府行动主义。
哈定在1920年夏秋之际发起的“前廊运动”（Front Porch Campaign）几乎捕捉了全国的注意力。他的竞选在美国历史上可谓盛况空前。不但有争相报道的各大媒体、层出不穷的新闻影片，而且还充分利用了好莱坞和百老汇等娱乐界的力量。包括艾尔·乔森、莉莉安·拉塞尔、道格拉斯·范朋克以及玛丽·毕克馥在内的众多明星纷纷前往马里恩哈定夫妇的家中与他们合影。商界巨头如爱迪生、亨利·福特、哈维·凡士通等人也给哈定以支持。截至11月大选前夕，多达60万人参与了这场奔赴马里恩的“朝圣”活动。“门廊竞选”在当时还有一层含义：哈丁在整个竞选期间几乎没有离开自己的家乡小镇马里恩。他的同党国会参议员博伊斯·彭罗斯说：“不要让沃伦离开家乡，如果他到各地去旅行竞选，肯定有人向他提问题，而沃伦恰恰是個开口就露馅的窝囊废。”
弗洛伦斯·哈定对哈定的竞选起了关键作用—她甚至可能是史上所有总统候选人妻子中最为活跃的一个。弗洛伦斯重点建立了竞选团队和媒体间的联系。作为每日星报的业务经理，她对记者和新闻行业了解颇深，知道怎样迎合他们的需要。弗洛伦斯不但给记者们提供大量的提问和拍照机会，还亲自下厨，并把做好的饭菜送到在哈定家后院搭建的新闻会客室供记者们享用。她甚至还教丈夫如何以正确的姿势向电影摄影机挥手致意，从而最大程度利用镜头。
哈定的一个重要竞选优势是他得到了许多女性选民的支持，而这种支持可能来自多方面的原因。首先，哈定在参议院一直支持妇女选举权运动。
随着1920年8月宪法第十九修正案的通过，1920年大选成为妇女在全国范围内获得选举权后的首场大选，大批妇女前往马里恩聆听他的演说。另外，哈定的长相也是个优势。在大部分人看来，和他的对手民主黨的考克斯相比哈定明显要英俊一些。许多人，包括历史学家和普通选民都认为哈定的胜利实际上就是归功于他的相貌。英国记者和社会学家马尔科姆·格拉威尔（Malcolm Gladwell）在他2005年出版的《眨眨眼：无须思考的思考力量》（Blink: The Power of Thinking Without Thinking）一书中就附和了这种说法。格拉威尔认为哈定“长得就像一位总统”，以至于人们对他的第一印象已经注定了他们随后对哈定坚定不移的支持—至少在其智力缺陷或能力不足开始特别显现出来之前是如此。格拉威尔甚至由此引申，把人们基于有纰漏的过程而作决定的错误称为“哈定错误”（Warren Harding Error）。
除妇女外，哈定还得到许多德裔和爱尔兰裔选民的支持。传统上，这两个族群是民主党的铁票仓。但由于威尔逊总统颁布的禁酒令宪法修正案，深深得罪了「華斯普家庭（WASP，意譯為盎格魯撒克遜白人新教徒，是今天构成美国上流社会的绝大部分）以外的爱尔兰裔、意大利后裔、白俄裔、法兰西裔等传统的民主党铁票，在1920年总统大选中民主党的基本面选票严重、深刻分裂。一战期间，威尔逊政府严厉打击反战和支持敌对国的运动，而德裔和爱尔兰裔美国人被其认为尤为危险：德国是美国的交战国；爱尔兰则和美国的一战盟友英国长期敌对。
在竞选中还出现了一些关于哈定具有十六分之一西印度群岛黑人血统、并且在他的家谱中还有其他黑人的谣言。当时对黑人的定义采取的是所谓“一滴血规则”：只要某人祖上有任何黑人亲属，无论远近，都意味着这个人算作黑人而非纯种白人。由于当时黑人参政被严格禁止，哈定的这个“新身份”对他十分不利。对此，他的竞选经理回应道：“在俄亥俄，没有哪个家庭有着比哈定家更干净和更让人尊重的记录。哈定有着来自新英格兰和宾夕法尼亚的碧眼血统，流淌着最好的先驱者的血液。”虽然这种说法除了坊间流言外并无实质性根据，但为哈定的反对者、历史学家威廉·E·钱斯勒（William E. Chancellor）大加利用，于大选期间写了一篇探究其身世的文章，期望凭此改变选民态度。不过，哈定本人似乎也得为流言的持久性负一定责任。这是因为，在接受报业经营者兼记者詹姆斯·W·福克纳（James W. Faulkner）采访时，哈定曾颇为鄙夷、半开玩笑地如此说道：“我怎么知道呢，吉姆？也许我的一个祖先翻了篱笆吧。”
大选最后以哈定/柯立芝组合的完胜告终。共和黨一共获得60%的普选票和404张选举人票，重新執政。相比之下，民主党仅获得34%的普选票和127张选举人票。此外，在监狱里服刑的社会运动家尤金·V·德布斯也得到了3%的普选票。因被威尔逊政府以妨碍征兵为由下狱，德布斯的竞选是在监牢里进行的。

## 总统任期

### 内外政策

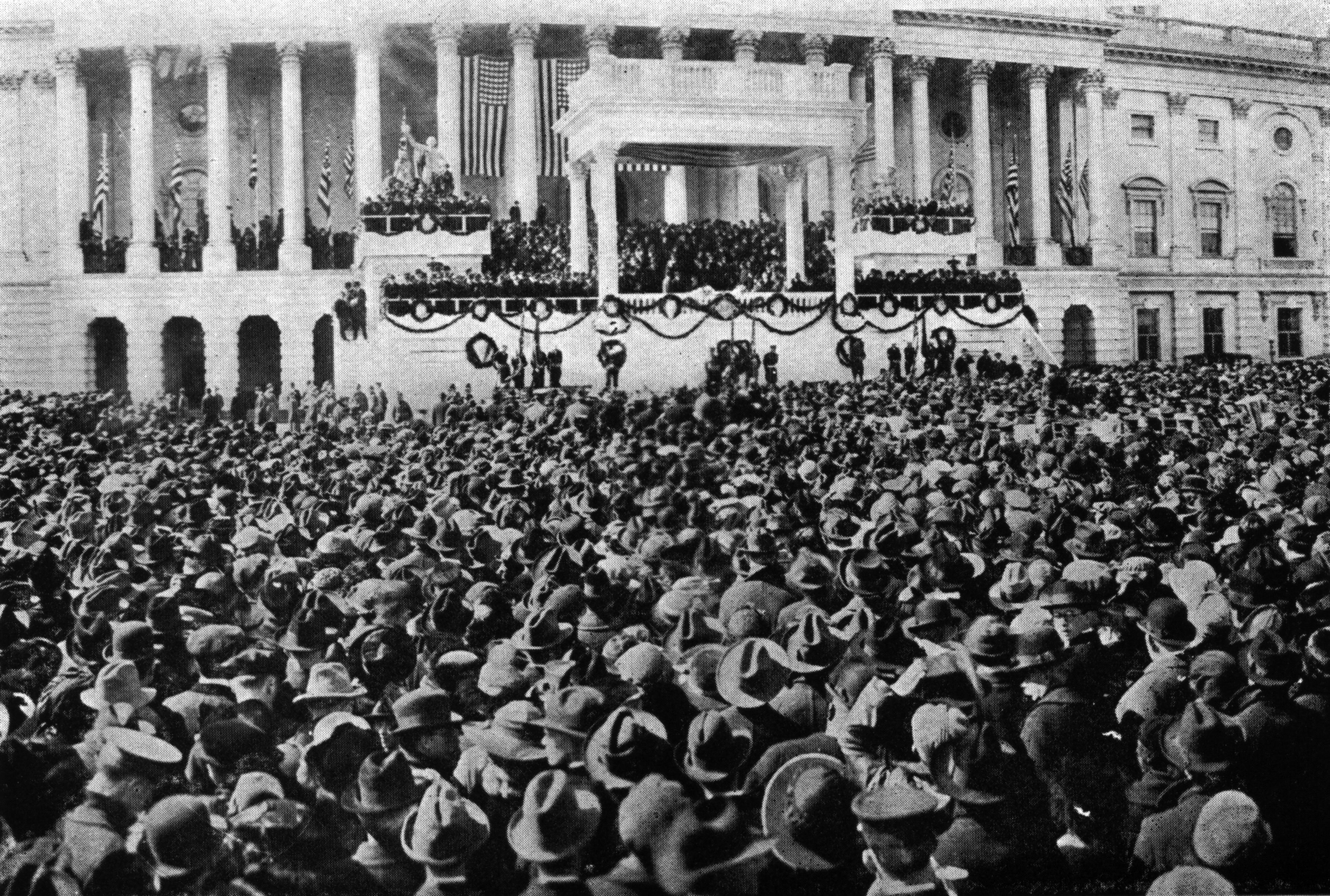
哈定的就职典礼。1921年3月4日。

哈定的施政基本上是按照1920年共和党全国大会上所制定的纲领进行的。
哈定先是平息了1919年-1920年间因俄国无产阶级革命而在美国国内引发的红色恐慌。社会主义者、工会领导人尤金·V·德布斯因为反对威尔逊征兵而被捕入狱，随后又在1920年大选中作为独立竞选人于狱中参选。尽管哈定与德布斯的政治理念并不相同，但他还是在上台后释放并赦免了德布斯。哈定还推动建立了退伍军人事务局（后改组为退伍军人事务部），是为永久性解决战时服役人员安顿问题的第一次尝试。他还组建了预算局，成为第一个直接参与制定联邦预算的总统。
1921年4月哈定于国会两院联合会议发表演讲，阐述了他的一些政治目标。这些目标主要包括：对德奥和解；征收紧急关税；通过新移民法；加强无线电管制；减少政府内的电话通讯支出；减税；撤销战时多余盈利法案；降低铁路运输费用；关注农民利益；建立国家预算体制；组建更大规模的商船队；以及新增公共福利部。哈定还呼吁废止南方针对黑人的私刑处决，但由于不想在党内树敌或与民主党再生过节，他并未致力于解决这一问题。哈定是第一位把记者聚集起来举行新闻发布会并于会上接受记者提问的总统。他还特别调整会议时间以便记者能在报纸上午付印前出稿。

### 丑闻迭起
赢得大选后，哈定给许多以前的盟友安排了显赫的政府职位。但是，在这个“俄亥俄帮”（此称谓来自小查尔斯·米尔（Charles Mee, Jr.）的同名书）中，一些人利用职权中饱私囊。不过，并不清楚哈定是否了解这些人的所作所为，或者说他具体了解多少。
在众多丑闻中，最为臭名昭著的可能是“茶壶堡事件”。该事件在哈定死后多年仍持续冲击着美国社会。“茶壶堡”（Teapot Dome）係怀俄明州一处联邦所属油田，归内政部管辖。1922年，内政部长阿尔伯特·福尔通过收受贿赂和获得个人无息贷款将该油田租给私人企业（应注意政府向私人出租联邦管辖土地这种交易本身是合法的），1931年被判处有罪，成为美国历史上首名坐牢的总统内阁成员。
此外，外籍财产办公室（Office of Alien Property）主管托马斯·W·米勒（Thomas W. Miller）因受贿被判刑；司法部长个人助理杰斯·史密斯（Jess Smith）因卷入贩酒丑闻在销毁文件后自杀；老兵事务局局长查尔斯·R·福布斯（Charles R. Forbes）瞒报获利、牟取大量非法回扣并主导地下酒精和毒品交易。福布斯后来因为诈骗和受贿被判处两年徒刑，其助理查尔斯·克雷默（Charles Cramer）自杀。
迄今为止，并无证据表明哈定本人从这些犯罪中渔利。但很明显，哈定至少未能抑制住这些犯罪的蔓延。哈定曾在其任期晚些时候于接受记者威廉·艾伦·怀特（William Allen White）采访时说：“我和我的敌人没什么问题；是我那些该死的朋友让我彻夜难眠！”
历史学家维恩·克莱格·韦德（Wyn Craig Wade）在他的1987年著作《火红的十字架》（The Fiery Cross）中认为哈定与三K党有染—甚至有可能在白宫经秘密仪式加入了该组织。韦德提供的证据包括来自一位三K党成员的录音证词。该成员曾参与主持哈定的入党仪式。但是由于除此以外并无太多确实证据，这种说法最终也不再被提起。

### 任內病逝

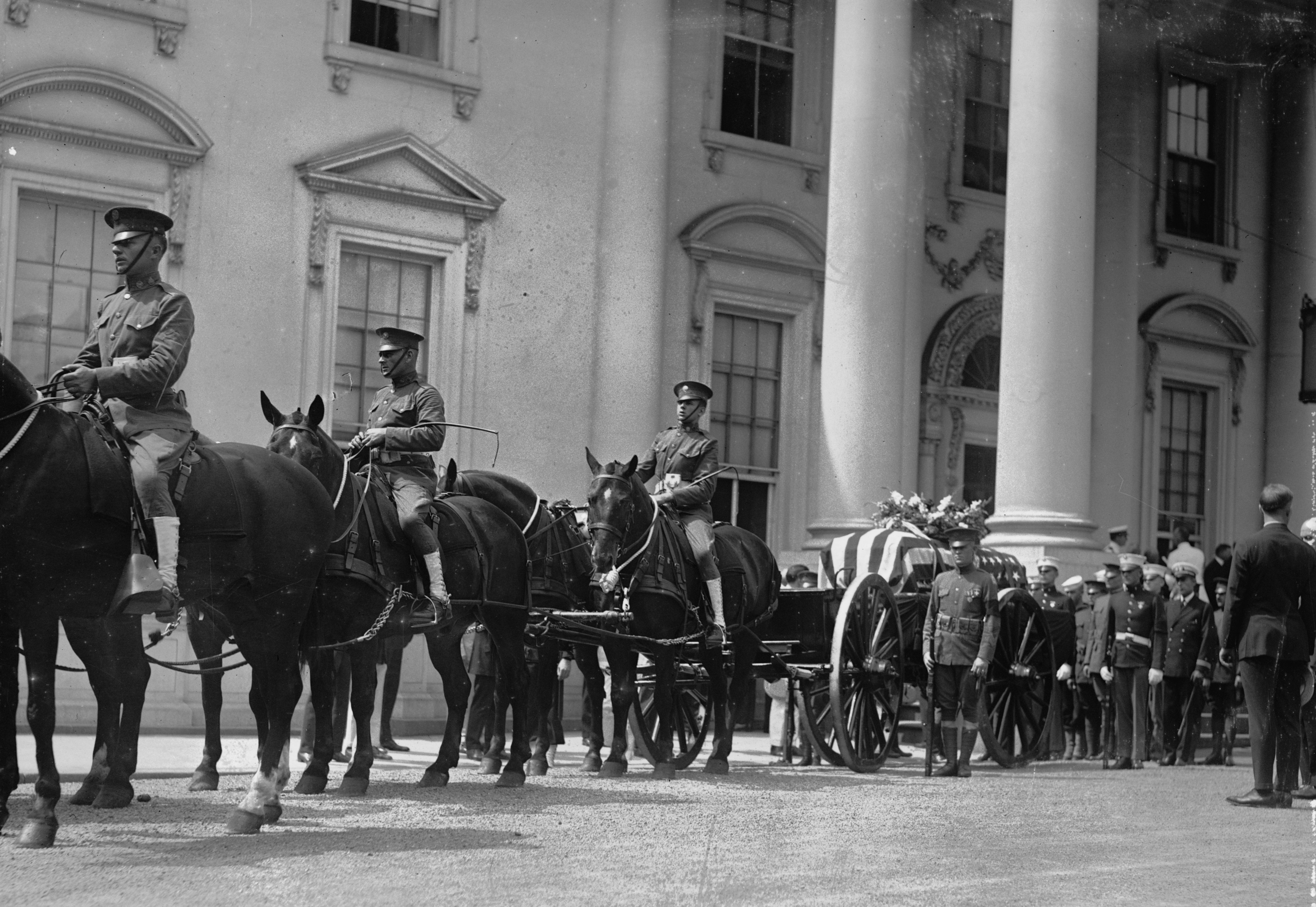
承载哈定灵柩的车队经过白宫。

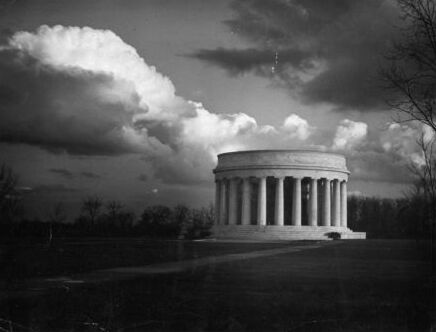
哈定纪念堂。马里恩。

1923年6月，哈定开始了一次全国旅行。他把这次旅行命名为“理解之旅”（Voyage of Understanding），旨在与普通大众接触并解释他的政策。在这次旅行中，哈定成为美国历史上第一位访问阿拉斯加的美國总统。
这个时候，关于哈定政府腐败的各种谣言已开始在华盛顿流传；在阿拉斯加逗留其间，哈定得到消息，了解到一些政府阁员所为的许多他先前并不知情的非法活动。哈定因此深受打击。7月底，当哈定从阿拉斯加启程经不列颠哥伦比亚返回美国本土时，他的一些疾病症状开始发作。哈定的病情在当时被认为是严重食物中毒。但基于后续事件分析，这次发作更有可能是一次心肌梗塞。在西雅图，哈定于华盛顿大学的西雅图体育场完成了他此生最后一次演讲。访问波特兰的计划被取消；总统专列直接南下前往旧金山。抵达旧金山皇宫酒店（Palace Hotel）后，哈定开始显现呼吸道疾病症状—当时被认为是肺炎，但实际上是心脏病引发的肺气肿。1923年8月2日晚7时35分，哈定在和妻子谈话时突然停止心跳并死亡，享年57歲。总统私人医生（也是哈定家的一位亲密朋友）查尔斯·E·索耶（Charles E. Sawyer）认为哈定死于中风，并在新闻发布会上做出了这样的解释。但哈定的真正直接死因是心律不齐而非中风。这是因为，首先，在之前数周，哈定确有一些症状显示其有心脏衰竭迹象；第二，哈定死前并无任何局部性神经缺陷（中风症状）；此外，海军医疗顾问在检查哈定遗体后也做出了死于心脏病发作的结论。
由于哈定夫人拒绝，导致舆论界产生一些阴谋论猜测，甚至认为哈定直接死于其妻之手。业余历史学家加斯顿·B·米恩斯（Gaston B. Means）在他的《哈定总统的奇异死亡》（The Strange Death of President Harding）一书中就认为围绕哈定之死的种种外部状况使人们有足够理由怀疑哈定是被毒死的。不过这一论调后来被推翻。
哈定死时，副总统卡尔文·柯立芝正在位于佛蒙特州的家中。在他父亲—一位地方公证官的主持下，他宣誓就职为美国总统。
哈定死后，他的遗体被运回华盛顿，其灵柩被置于白宫东屋，等候将于国会大厦举行的国葬。国葬后，灵柩于1923年8月下葬位于马里恩的马里恩公墓。1924年11月21日，哈定夫人也因肾衰竭病逝。她也被临时安葬在其丈夫身旁。1927年，两具棺柩被移至马里恩新建成的哈定纪念堂（Harding Memorial）。受茶壶堡事件的影响，直到1931年胡佛总统才为纪念堂主持了落成典礼。
哈定是仅有的两位先于其父死亡的美国总统之一。另一位是约翰·肯尼迪。

### 内阁名单
| 职位     | 姓名                 | 任期       |
|          |                      |            |
| 总统     | 沃伦·加梅利尔·哈定   | 1921－1923 |
| 副总统   | 卡尔文·柯立芝        | 1921－1923 |
|          |                      |            |
| 国务卿   | 查尔斯·埃文斯·休斯   | 1921－1923 |
| 财政部长 | 安德鲁·W·梅隆        | 1921－1923 |
| 战争部长 | 约翰·W·威克斯        | 1921－1923 |
| 司法部长 | 哈里·M·多尔蒂        | 1921－1923 |
| 邮政部长 | 威尔·H·海斯          | 1921－1922 |
|          | 休伯特·沃克          | 1922－1923 |
|          | 哈里·斯图尔特·纽     | 1923       |
| 海军部长 | 埃德温·登比          | 1921－1923 |
| 内政部长 | 艾伯特·B·费尔        | 1921－1923 |
|          | 休伯特·沃克          | 1923       |
| 农业部长 | 亨利·坎特威尔·华莱士 | 1921－1923 |
| 商务部长 | 赫伯特·胡佛          | 1921－1923 |
| 劳工部长 | 詹姆斯·J·戴维斯      | 1921－1923 |

### 任命最高法院法官
胡佛任内任命了下列美国最高法院法官：
- 威廉·霍华德·塔夫脱（首席大法官）－1921
  - 哈定是唯一一位任命前总统为联邦法院最高法官的总统。
- 乔治·苏瑟南－1922
- 皮尔斯·巴特勒－1923
- 爱德华·特里桑·福德－1923

## 其他軼事

### 婚外情
人们对哈定的婚外情问题存在一些争议。一些主要文档中记载他曾经和凯莉·富尔顿·菲利普斯有过关系。南·布里頓于1927年写了一本书，题为《总统的女儿》（The President's Daughter），记述了她和哈定之间的情事，并声称两人有一私生女名叫伊莉莎白·安。
哈定曾写过一些婚外情书的谣言在马里恩流传多年，但直到1968年才得以证实。当时，佛朗西斯·拉塞尔（Francis Russell）为了写他的书《布鲁明格鲁弗的阴影》（The Shadow of Blooming Grove）而在进行调查，并访问了菲利普斯。这些情书就在菲利普斯的手上，并被锁在她的衣橱中。菲利普斯起初并不愿给拉塞尔看这些信，但在拉塞尔的请求下还是最终妥协。这些情书为拉塞尔作出哈定涉嫌通奸这一结论提供了决定性证据。菲利普斯是哈定的朋友、地方百货商店尤勒-菲利普斯公司（Uhler-Phillips Company）所有者詹姆斯·菲利普斯（James Phillips）的妻子，比哈定小8岁。到1915年，菲利普斯开始敦促哈定离婚。哈定拒绝了她的要求。随后，菲利普斯和她的女儿伊莎贝尔搬往柏林居住。但由于后来美国参战渐成定局，菲利普斯又搬回了美国，两人亦恋情重燃。
此时，哈定已经是联邦参议员，并打算投票支持对德宣战。菲利普斯威胁哈定，如果他支持参战，她就要把两人的关系公开出去。但哈定并未理会菲利普斯的威胁，仍然投了支持票；菲利普斯也没有公开恋情。1920年，当哈定赢得共和党总统提名时，他没有向党内要员透露他的婚外恋。而当他们终于察知哈定和菲利普斯的不寻常关系时，已经来不及更换候选人了。为最大程度地防止丑闻泄漏，共和党全国委员会把菲利普斯和她的女儿送到日本旅行，并支付给她们五万美元。后来，菲利普斯每个月都能得到一笔补助金。这使她成为第一个也是唯一已知的一个曾经成功敲诈美国主要政党的人。哈定和菲利普斯的恋情前后一共维持了15年。
在哈定后人的要求下，哈定情书被有关当局没收，拉塞尔也被禁止在他的书中援引情书的内容。对此，拉塞尔在他的书中应当引用情书的地方留下空白，以示抗议。哈定情书直至2014年仍在俄亥俄州法院的保护之下，直至2014年後（即哈定死後91年）才公開情書內容。
除了菲利普斯，哈定还可能和他在马里恩的朋友布里頓医生的女儿南·布里頓有婚外恋。布里頓声称哈定是她孩子的父亲，这个说法在哈定死后一段时间大为流传。许多人对这一说法信以为真，但大部分历史学家不能表示信服。1998年，罗伯特·H·法雷尔（Robert H. Ferrell）在他对哈定的再评估研究《沃伦·哈定的奇异死亡
》（The Strange Deaths of Warren G. Harding）中没有发现有关私生女的任何证据。
南·布里頓早就为哈定所倾心。她曾在自己的卧室墙壁上贴满参议院哈定的照片。根据她所写的《总统的女儿》一书，两人曾于1919年1月在哈定的参议员办公室内发生过一次性关系，并因此使布里頓怀孕。同年10月22日，布里頓诞下一个女婴，即伊丽莎白·安。哈定从未见过伊丽莎白，但为布里頓支付了大笔赡养费。根据一些未经证实的报道，两人的关系在哈定当选总统后仍然继续。这期间，他们主要利用椭圆形办公室边上的一个小房间幽会。哈定病逝以后，布里頓以伊丽莎白的名义对哈定的房产提出继承请求。但哈定遗孀的律师、前国会成员格兰特·穆泽（Grant Mouser）对布里頓进行了详细询问，发现她的证词矛盾重重。布里頓也就没能打赢官司。布里頓后来携伊丽莎白另嫁他人。成年以后，伊丽莎白与亨利·布莱辛（Henry Blaesing）结婚，另组了新的家庭。在她一生的大部分时光中，伊丽莎白始终厌恶媒体就她的出生问题所作的种种报道，在晚年甚至拒绝记者采访。伊丽莎白于2005年11月17日病逝于俄勒冈州。
2015年8月最新的DNA鉴定结果证实了，伊丽莎白的生父就是哈定。

### 演讲风格
虽然是一位颇具号召力的演说家，哈定各种频繁的口误、低级语法错误、自编新词以及词汇误用也给他招致了不少恶名。社会批评家H·L·门肯（H. L. Mencken）甚至编了一个词，叫“Gamaliese”（大致翻译为“加梅利尔式措辞”），以形容哈定独特的演说风格。一些比较著名的事例包括：
- I would like the government to do all it can to mitigate, then, ...  mitigate是一个及物动词，但哈定没有加任何宾语，弄得整句话不知所云。
- We must proper America first. proper是形容词；应该说成make America proper才对。
- 创造或改用各种新词。自编词如“re-revealment”；改头换面的则有“bloviate” 等。bloviate本义为闲聊，哈定用作“（政治家）发表演说”之义。
- 极爱使用头韵修辞，以至于让人感觉在夸夸其谈[18]。如一次讲道：Progression is not proclamation nor palaver. It is not pretense nor play nor prejudice. It is not of personal pronouns, nor perennial pronouncement. It is not the perturbation of a people passion-wrought, nor a promise proposed.
- 著名的normalcy一词也是在一次令人眼花缭乱的头韵修辞中出现的。当时哈定说道：America's present need is not heroics but healing, not nostrums but normalcy, not surgery but serenity, not the dramatic but the dispassionate, not experiment but equipoise, not submergence in internationality but sustainment in triumphant nationality.

比口误更糟的是，哈定始终坚持用他让人不敢恭维的英语自写讲稿。门肯曾这样评论哈定：
|  | 他写的英语是我所遇到过的最糟的英语。它让我想起了一团湿海绵；它让我想起了晾衣绳上挂着的破衣烂衫；它让我想起了发了霉的豆瓣汤、大学裡的吵嚷、一群疯狗白痴般的彻夜狂吠。它是如此之坏，以至都渗透着一丝威严。它拖拖拉拉地爬出众人唾骂的万丈深渊，然后疯疯癫癫地爬向优雅华丽的最高峰顶。它咕咕哝哝、结结巴巴；它胡言乱语、乌七八糟；它单调无趣、破烂不堪。 |

哈定病逝后，诗人E·E·卡明斯（E. E. Cummings）说：
|  | 所有的男人、女人、儿童中唯一一位写一个简单陈述句就要带上七个语法错误的人死了。 |